# Alfredo Mattioli
Alfredo Mattioli (Verona, 24 giugno 1902 – 1965) è stato un allenatore di calcio e calciatore italiano, di ruolo attaccante.

## Carriera
Dopo aver esordito nell'Audax Modena, nel 1921 passa al Parma, con cui ha disputato 20 gare nel campionato di Prima Divisione 1925-1926 e 25 gare nel campionato di Serie B 1930-1931. Nel campionato di Serie B 1931-32 ha giocato a Cremona 7 partite e 17 nel campionato 1932-33 sempre con la maglia della Cremonese.

## Palmarès

### Giocatore

#### Competizioni nazionali
- Seconda Divisione: 1

Parma: 1924-1925
- Prima Divisione: 1

Parma: 1933-1934

### Allenatore

#### Competizioni nazionali
- Serie C: 1

Parma: 1942-1943